# Liste der ETOY-Nominierten 2011

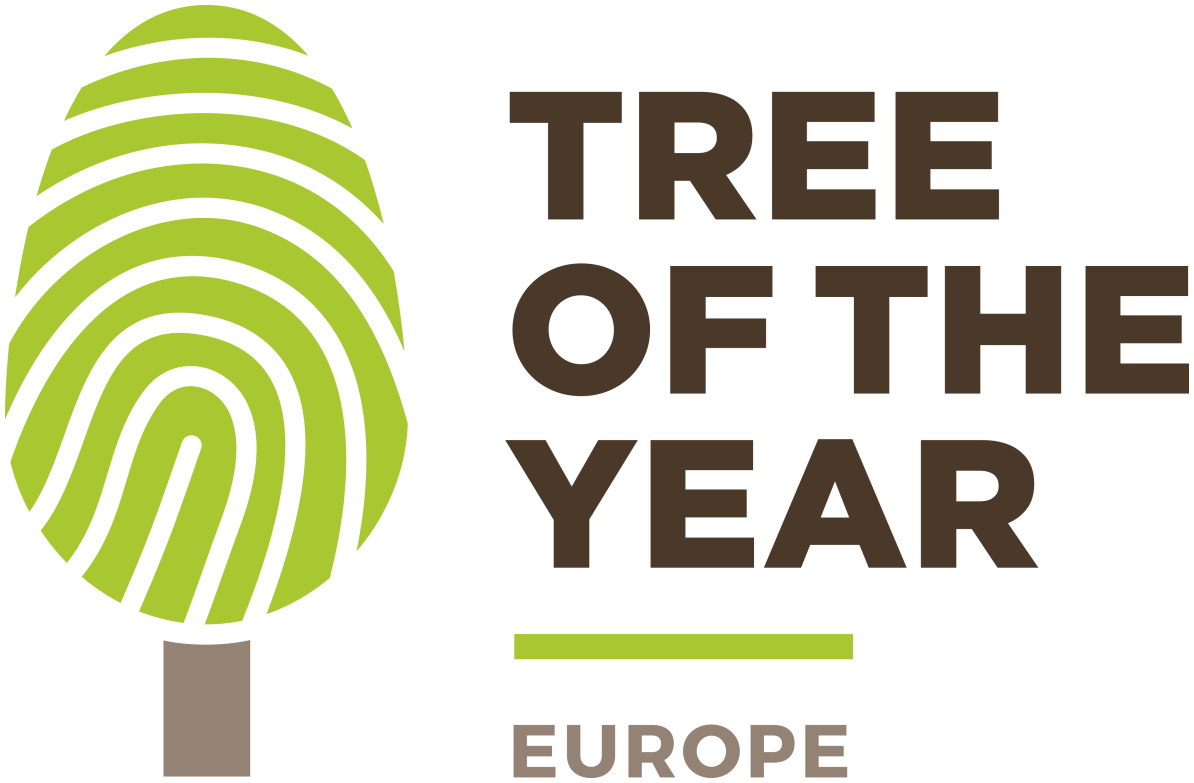
Wettbewerb „Europäischer Baum des Jahres“

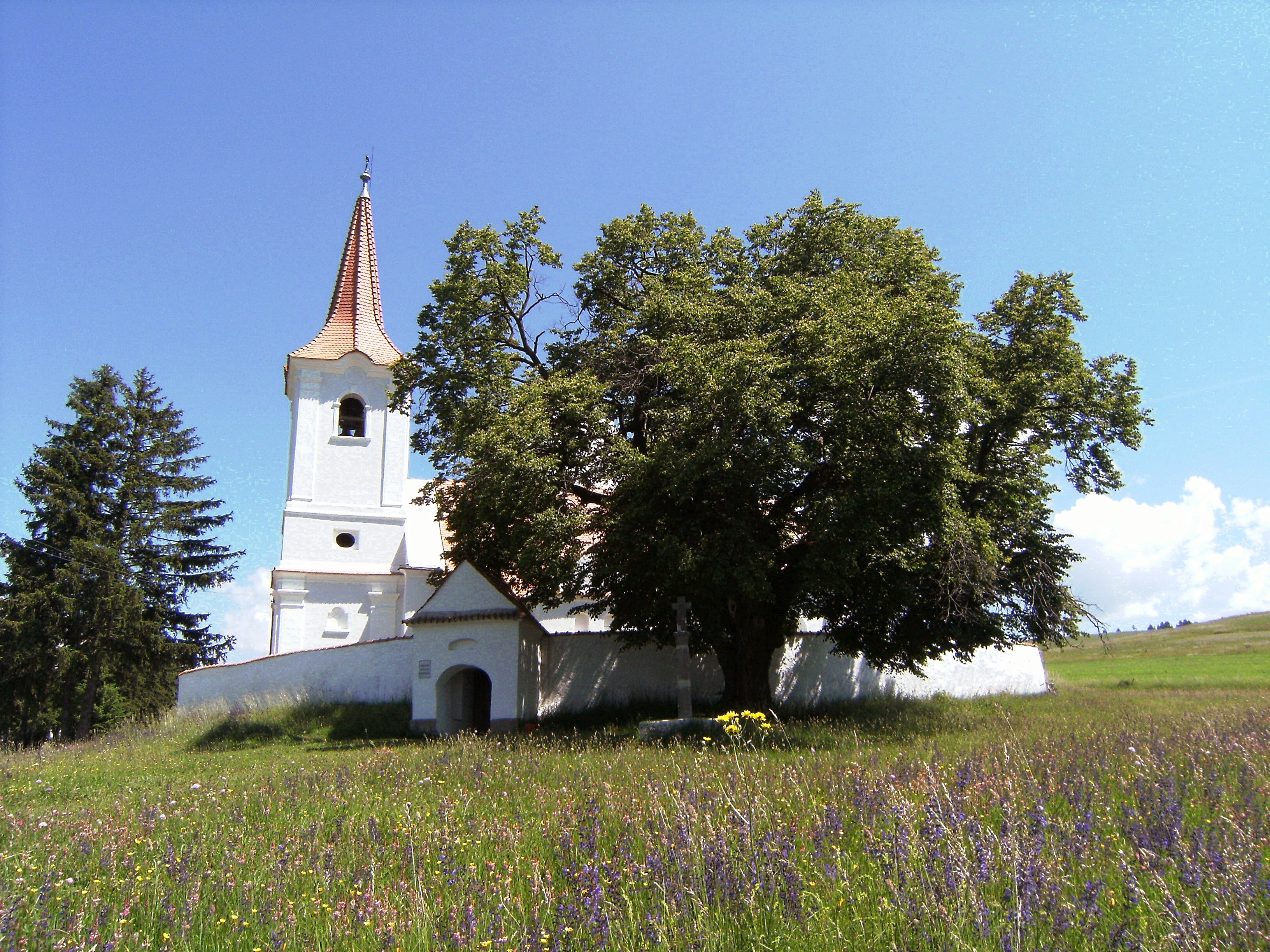
Europäischer Baum des Jahres
Gewinner 2011: Linde in Leliceni, Rumänien

Der erste multinationale Wettbewerb Europäischer Baum des Jahres (engl.: European Tree of the Year = ETOY) fand 2011 statt, wobei der „bemerkenswerteste Baum“ Europas aus den teilnehmenden Ländern ausgewählt wurde. Im Gegensatz zu anderen Baum-des-Jahres-Auswahlen wurde hier nicht eine bestimmte Baumart ausgewählt, sondern ein einzelnes markantes Baumexemplar.
Hauptaugenmerk bei der Auswahl wurde dabei nicht auf die Schönheit und das Alter des Baumes gelegt, sondern auf die Geschichte, welche der Baum erzählt. Der Wettbewerb wird seitdem jährlich von der Environmental Partnership Association (EPA) durchgeführt, einer Organisation, die von der European Landowners' Association und der Europäischen Kommission unterstützt wird.
Die Veranstalter der im Jahr zuvor (2010) veranstalteten nationalen Wettbewerbe waren:
- Bulgarien: „Bulgarian Environmental Partnership Foundation“[3]
  - Bekanntgabe des Wettbewerbs-Gewinners „Дърво с корен 2010“[4]
- Rumänien: „GEO-CARTEDD“[5] und „Fundaţia pentru Parteneriat“[6]
- Slowakei: „Nadácia ekopolis“[7]
- Tschechien: „Nadace Partnerství“[8]
- Ungarn: „Ökotárs“ Foundation[9]

Die Preisverleihung fand am 25. Mai 2011 im Rahmen der Brüsseler Umweltschutzwoche im Büro der Weltnaturschutzunion (IUCN - engl.: International Union for Conservation of Nature) statt und stand unter der Schirmherrschaft des EU-Umweltkommisars Janez Potočnik.

## Die Nominierten und ihre Geschichten
Folgende Bäume waren 2011 als jeweilige nationale Wettbewerbsgewinner zum ETOY nominiert, dabei wurden für die 5 Kandidaten insgesamt 56.223 Stimmen abgegeben.
| 1. Platz: 23.298 Stimmen - Die Linde in Leliceni - (engl.: Lime in Leliceni) – Winterlinde (Tilia cordata), Leliceni, Rumänien () |                  |
| Daten: Alter: ca. 500 Jahre, Größe: ca. 20 m, Stammumfang: ca. 3,9 m Standort: etwas nördlich vom Dorf neben der kleinen Kirche „Biserica Sfântul Duh“ (deutsch: Kirche zum Heiligen Geist) ⊙ Geschichte: Die Linde neben der kleinen Kirche wurde wahrscheinlich Anfang des 16. Jahrhunderts dort gepflanzt und hat seitdem viel erlebt. Sie überlebte 1661 einen Angriff der Tataren obwohl das ganze Dorf zerstört wurde und überstand die lange Dürre von 1717/1718, obwohl ringsum alles vertrocknete. Seit der Baum auch noch die Hagelstürme von 1854 und 1871 überlebte und ihn auch die Überschwemmung von 1864 unbeschadet ließ, wurde er für die Bewohner zum Symbol des Dorfes. 1992 wurde er zum Naturdenkmal erklärt und trägt nun den ersten Titel als Europas Baum des Jahres. | (weitere Bilder) |

| 2. Platz: 18.374 Stimmen - Die Platane in Garmen - (engl.: Plane in Garmen) – Orientalische Platane (Platanus orientalis) in Garmen, Bulgarien () |                  |
| Daten: Alter: ca. 600 Jahre, Größe: ca. 24 m, Stammumfang: ca. 10,5 m ergänzen Standort: Neben der Kreuzung im Dorf Garmen gegenüber der St.-Georg-Kirche ⊙ Geschichte: Dieser stolze Baum in der Dorfmitte war seit Jahrhunderten der Treffpunkt der Dorfbewohner von Garmen für Feste und geselliges Beisammensein, sowie für Hochzeiten und wurde bereits 1961 unter Schutz gestellt. Aber es gibt auch eine Legende, die sich über den Baum erzählt wird. Einst zog eine Horde Janitscharen durch das Dorf und raubte die Kinder der Familien. Um sie zu vertreiben, stellte ein Dorfbewohner am nahen Brunnen ein Schild auf, dass das Wasser vergiftet sei. Aus Frust darüber zündeten die Söldner den Baum an und zogen davon. Doch es eilten alle Dorfbewohner herbei und löschten das Feuer, so dass der Baum überlebte und noch heute als der Beschützer des Ortes gilt. | (weitere Bilder) |

| 3. Platz: 8.836 Stimmen - Die Platane in Letenye - (engl.: Plane in Letenye) – Ahornblättrige Platane (Platanus acerifolia) in Letenye, Ungarn () |                  |
| Daten: Alter: ca. 500 Jahre, Größe: ca. 20 m, Stammumfang: ca. 6 m Standort: im Schlosspark ⊙ Geschichte: Im Szapáry-Schlosspark von Letenye steht dieser stolze Baum neben der von Imre Makovecz entworfenen Holzbibliothek und nahe dem Thermalbad als ein Hauptsymbol des kleinen Ortes am Ufer der Mur unweit zur Grenze von Kroatien. Früher trafen sich die Verliebten in seinem Schatten, heute finden hier Chorkonzerte, Folkloreveranstaltungen und Rockkonzerte statt und Paare treffen sich zum Fotografieren bei Hochzeiten unter diesem imposanten Baum. Die Platane hat unzählige Gedichte, Liebesbriefe, Gemälde und andere Kunstwerke inspiriert. So auch einen jungen Erzähler, welcher eine Geschichte schrieb, nach der alle 125 Jahre die Bäume im Park lebendig werden, um zu tanzen, und so die Geschichten dieses schönen Parks an die nächsten Generationen weitergeben. | (weitere Bilder) |

| 4. Platz: 3.403 Stimmen - Die Eiche von Dubinné - (engl.: Oak in Dubinné) – Stieleiche (Quercus robur), in Dubinné, Slowakei () |                  |
| Daten: Alter: 700–800 Jahre, Größe: ca. 22 m, Stammumfang: ca. 7,6 m Standort: neben der Straße in Dubinné ⊙ Geschichte: Diese uralte Eiche im kleinen slowakischen Dorf Dubinné stand wahrscheinlich schon als es 1327 gegründet wurde, anzunehmen ist, das es um sie herum gebaut wurde. Während der Hussitenbewegung in der Slowakei (1440-1465) mussten die Einwohner eine hohe Entschädigung zahlen, das sie nicht gefällt wurde und auch während des Ersten und Zweiten Weltkriegs mussten die jeweiligen Kriegsgegner überzeugt werden den Baum zu erhalten, da er von der Artillerie als Markierung genutzt wurde. Die Eiche ist innen hohl und diente in der Vergangenheit als Behausung für Eulen, aber später zogen Hornissen ein. Das führte dazu, dass jemand 1985 eine Rauchbombe in den Stamm warf und er sich entzündete, zum Glück konnte er geretttet werden, doch 1995 wurde er zudem noch vom Blitz getroffen. Trotzdem schafften es Freiwillige mit einer Sammlung den Baum zu sichern und zu erhalten. Er ist nicht besonders schön, verdiente sich aber die Aufmerksamkeit und den Respekt für sein beeindruckendes Alter und seine außergewöhnliche Geschichte. | (weitere Bilder) |

| 5. Platz: 2.312 Stimmen - Die Eiche bei Bohuňovice - (engl.: Hrom’s oak) – Stieleiche (Quercus robur), bei Bohuňovice nördlich von Olmütz, Tschechien () |                  |
| Daten: Alter: ca. 400 Jahre, Größe: ca. 27 m, Stammumfang: ca. 6,4 m Standort neben Feldstrasse von Chomoutov nach Hlušovice nördlich von Olomouc ⊙ Geschichte: Die alte Eiche an der Feldstraße ist der letzte Zeuge einer Allee von Eichen, welche 1577 bei der Anlage eines Großen Sees von den Olomoucer Ratsherren gepflanzt wurde. Der Baum erhielt seine Namen von einem Mann namens Hrom (tschechisch für Donner), der neben dem damaligen See wohnte und von dem erzählt wird, das er seine Bett anzündete und in den Wäldern verschwand, als er gezwungen werden sollte sich bewaffneten Kämpfen anzuschließen. Der Baum überlebte den Bauernaufstand im 16. Jahrhundert gegen den Bau des Großen Sees, die Repressalien gegen die Bauern nach der Schlacht am Bílá Hora und den 30-jährigen Krieg. Nach Aussagen von Anwohnern sollen im Zweiten Weltkrieg am Baum amerikanische Piloten einer abgeschossenen Liberator abgesprungen sein. Der Baum und seine Geschichte geriet lange Zeit in Vergessenheit bis 2010 der Bürgerverein von Olomouc ihn wieder entdeckte, ihn beim nationalen Wettbewerb „Strom roku“ nominierte und er zum tschechischen Baum des Jahres gewählt wurde. | (weitere Bilder) |